# Pillac
Pillac (Pilhac en limousin, dialecte occitan) est une commune du Sud-Ouest de la France, située dans le département de la Charente (région Nouvelle-Aquitaine).
Ses habitants sont les Pillacois et les Pillacoises.

## Géographie

### Localisation et accès

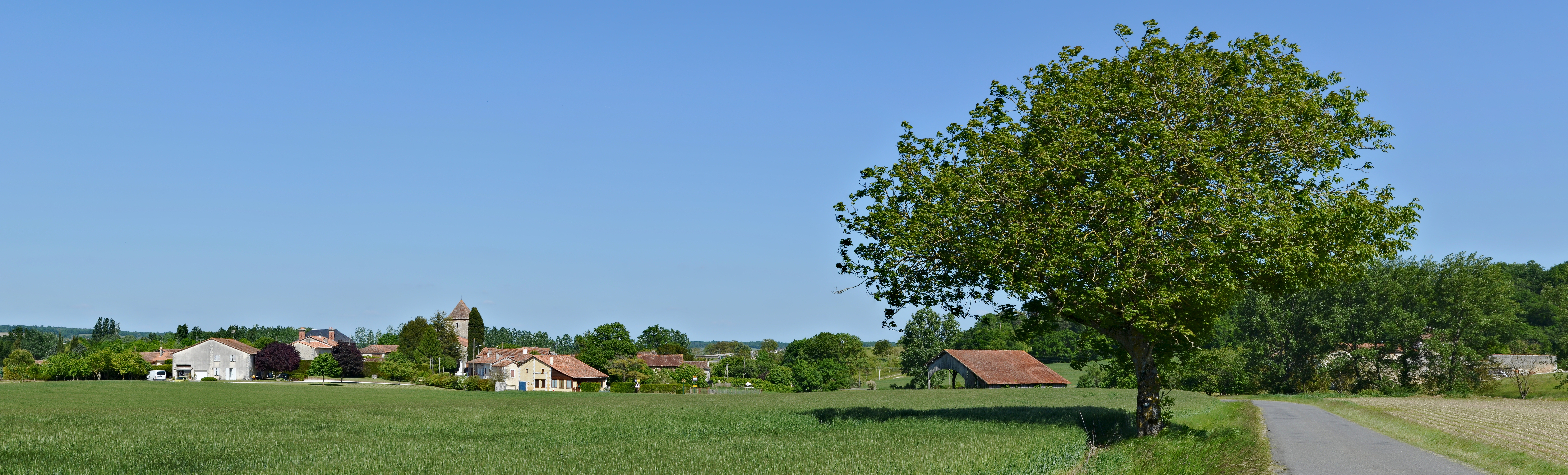
Vue ouest du village depuis la D 458.

Pillac est une commune du Sud Charente, située à 6 km au nord d'Aubeterre et à 36 km au sud d'Angoulême.
Le bourg est aussi à 5 km à l'ouest de Saint-Séverin, 10 km au sud-est de Montmoreau, 13 km au nord-est de Chalais, 14 km à l'ouest de Ribérac et de Verteillac, et 19 km au sud de Villebois-Lavalette.
La D 10, route de Montmoreau à Aubeterre, traverse la commune du nord au sud et passe à 1 km à l'ouest du bourg. La D 709, route de Montmoreau à Ribérac traverse le nord de la commune. Le bourg est traversé par la D 458. La D 78 et la D 140 traversent aussi la commune.
Les gares les plus proches sont celles de Montmoreau et de Chalais, toutes les deux desservies par des TER à destination d'Angoulême et de Bordeaux.

### Hameaux et lieux-dits
Comme de nombreuses communes charentaises, Pillac possède un habitat dispersé et compte de nombreux hameaux et fermes. On peut citer le Bernou au nord du bourg, les Martres à l'est, le Boiteau, la Ferrière, le Rapt au sud, le Maine Roy et le Maine Blanc à l'ouest, etc..

### Communes limitrophes
| Bors         | Juignac | Montignac-le-Coq |
| Bellon       | Pillac  | Saint-Séverin    |
| Saint-Romain | Laprade | Nabinaud         |

### Géologie et relief
La commune est dans les coteaux du Campanien (Crétacé supérieur), calcaire crayeux qui occupe une grande partie du Sud Charente. Les hauteurs au centre de la commune sont occupées par des dépôts du Tertiaire (argile, sable, galets),,. Ces landes, peu fertiles, sont boisées en châtaigniers, pins maritimes et chênes.
La commune est assez étendue (19 km2), et est encadrée par les vallées de l'Auzonne à l'est et de la Tude à l'ouest, entre lesquelles il y a une crête boisée de direction nord-sud assez élevée (environ 150 m d'altitude), où passe la D 10, route d'Aubeterre à Montmoreau. Le point culminant de la commune est sur cette crête, à Pechbrie, 165 m d'altitude. Le point le plus bas est à 53 m, situé le long de l'Auzonne en limite sud-est. Le bourg est à 94 m d'altitude.

### Hydrographie

#### Réseau hydrographique

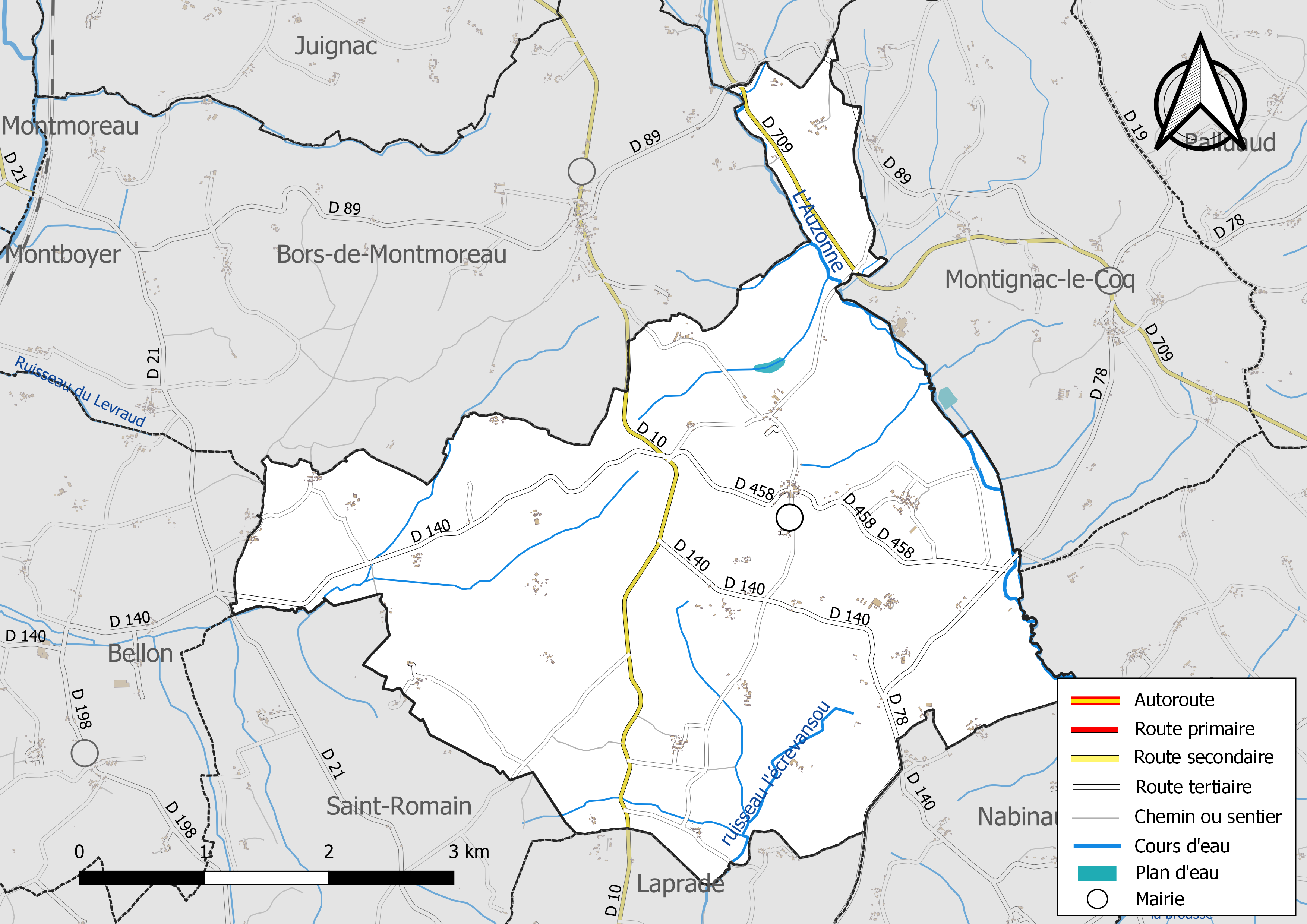
Réseaux hydrographique et routier de Pillac.

La commune est située dans le bassin de la Dordogne au sein du Bassin Adour-Garonne. Elle est drainée par l'Auzonne, et par divers petits cours d'eau, qui constituent un réseau hydrographique de 20 km de longueur totale,.
L'Auzonne, ruisseau se jetant dans la Dronne entre Saint-Séverin et Nabinaud, arrose l'est de la commune. Sur la partie occidentale, des ruisseaux se dirigent vers la Tude, autre affluent de la Dronne qui passe à Montmoreau et Chalais. Au sud de la commune naît l'Écrevansou, qui rejoint la Dronne à Laprade.

#### Gestion des eaux
Le territoire communal est couvert par le schéma d'aménagement et de gestion des eaux (SAGE) « Isle - Dronne ». Ce document de planification, dont le territoire regroupe les bassins versants de l'Isle et de la Dronne, d'une superficie de 7 500 km2, a été approuvé le 2 août 2021. La structure porteuse de l'élaboration et de la mise en œuvre est l'établissement public territorial de bassin de la Dordogne (EPIDOR). Il définit sur son territoire les objectifs généraux d’utilisation, de mise en valeur et de protection quantitative et qualitative des ressources en eau superficielle et souterraine, en respect des objectifs de qualité définis dans le troisième SDAGE  du Bassin Adour-Garonne qui couvre la période 2022-2027, approuvé le 10 mars 2022.

### Climat
Comme dans les trois quarts sud et ouest du département, le climat est océanique aquitain.

## Urbanisme

### Typologie
Au 1er janvier 2024, Pillac est catégorisée commune rurale à habitat très dispersé, selon la nouvelle grille communale de densité à 7 niveaux définie par l'Insee en 2022.
Elle est située hors unité urbaine et hors attraction des villes,.

### Occupation des sols
L'occupation des sols de la commune, telle qu'elle ressort de la base de données européenne d’occupation biophysique des sols Corine Land Cover (CLC), est marquée par l'importance des territoires agricoles (70,6 % en 2018), une proportion sensiblement équivalente à celle de 1990 (70,4 %). La répartition détaillée en 2018 est la suivante : 
terres arables (45,6 %), forêts (29,4 %), zones agricoles hétérogènes (21,5 %), cultures permanentes (2,1 %), prairies (1,5 %). L'évolution de l’occupation des sols de la commune et de ses infrastructures peut être observée sur les différentes représentations cartographiques du territoire : la carte de Cassini (XVIIIe siècle), la carte d'état-major (1820-1866) et les cartes ou photos aériennes de l'IGN pour la période actuelle (1950 à aujourd'hui).

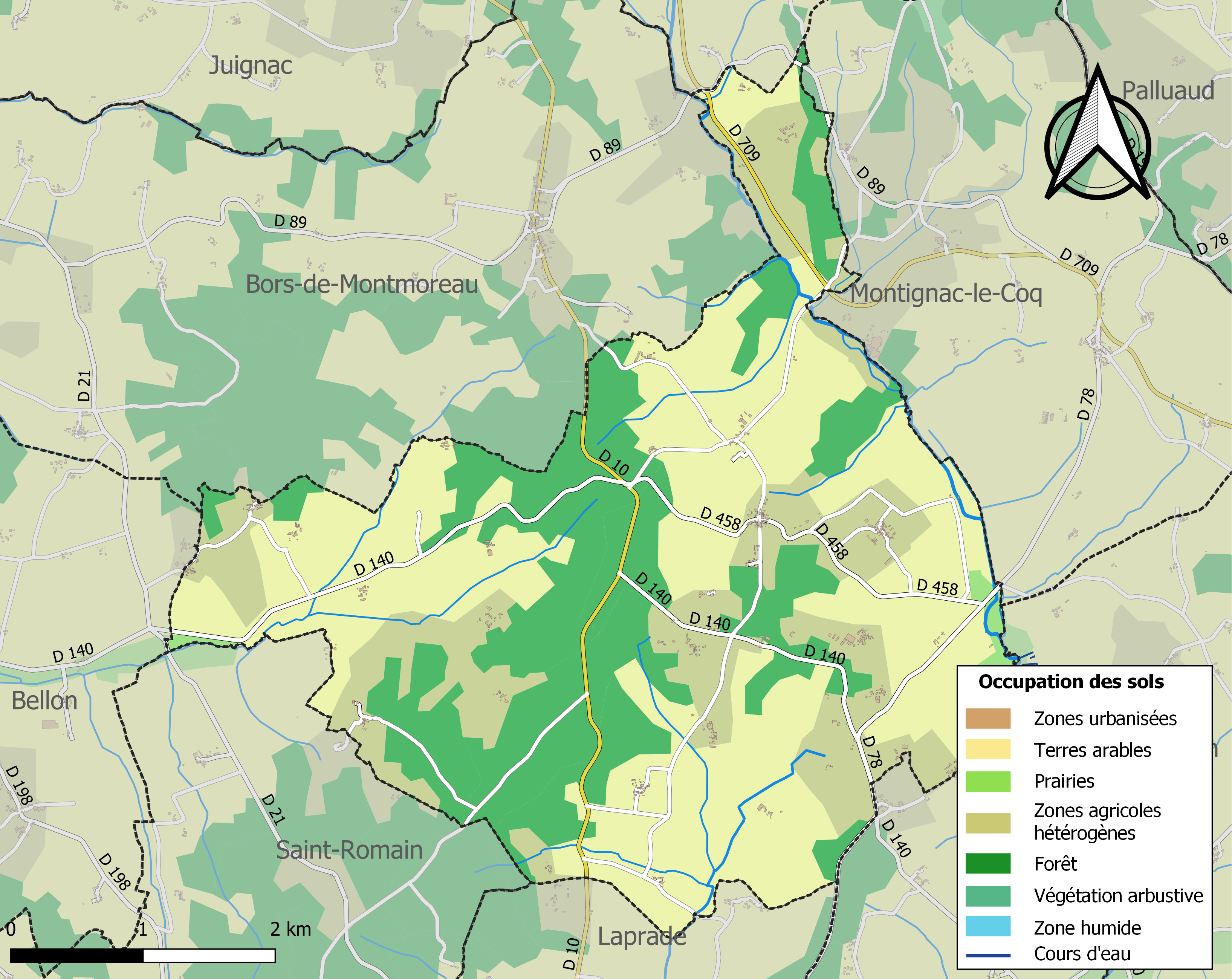
Carte des infrastructures et de l'occupation des sols de la commune en 2018 (CLC).

### Risques majeurs
Le territoire de la commune de Pillac est vulnérable à différents aléas naturels : météorologiques (tempête, orage, neige, grand froid, canicule ou sécheresse), feux de forêts et séisme (sismicité faible). Il est également exposé à un risque technologique, le transport de matières dangereuses. Un site publié par le BRGM permet d'évaluer simplement et rapidement les risques d'un bien localisé soit par son adresse soit par le numéro de sa parcelle.

#### Risques naturels
Pillac est exposée au risque de feu de forêt du fait de la présence sur son territoire du massif de Bors – Pillac – Saint-Romain. Un plan départemental de protection des forêts contre les incendies (PDPFCI) a été élaboré pour la période 2017-2026, faisant suite à un plan 2007-2016. Les mesures individuelles de prévention contre les incendies sont précisées par divers arrêtés préfectoraux et s’appliquent dans les zones exposées aux incendies de forêt et à moins de 200 mètres de celles-ci. L’arrêté du 3 mai 2016 règlemente l'emploi du feu en interdisant notamment d’apporter du feu, de fumer et de jeter des mégots de cigarette dans les espaces sensibles et sur les voies qui les traversent sous peine de sanctions. L'arrêté du 27 décembre 2019 rend le débroussaillement obligatoire, incombant au propriétaire ou ayant droit,,,.

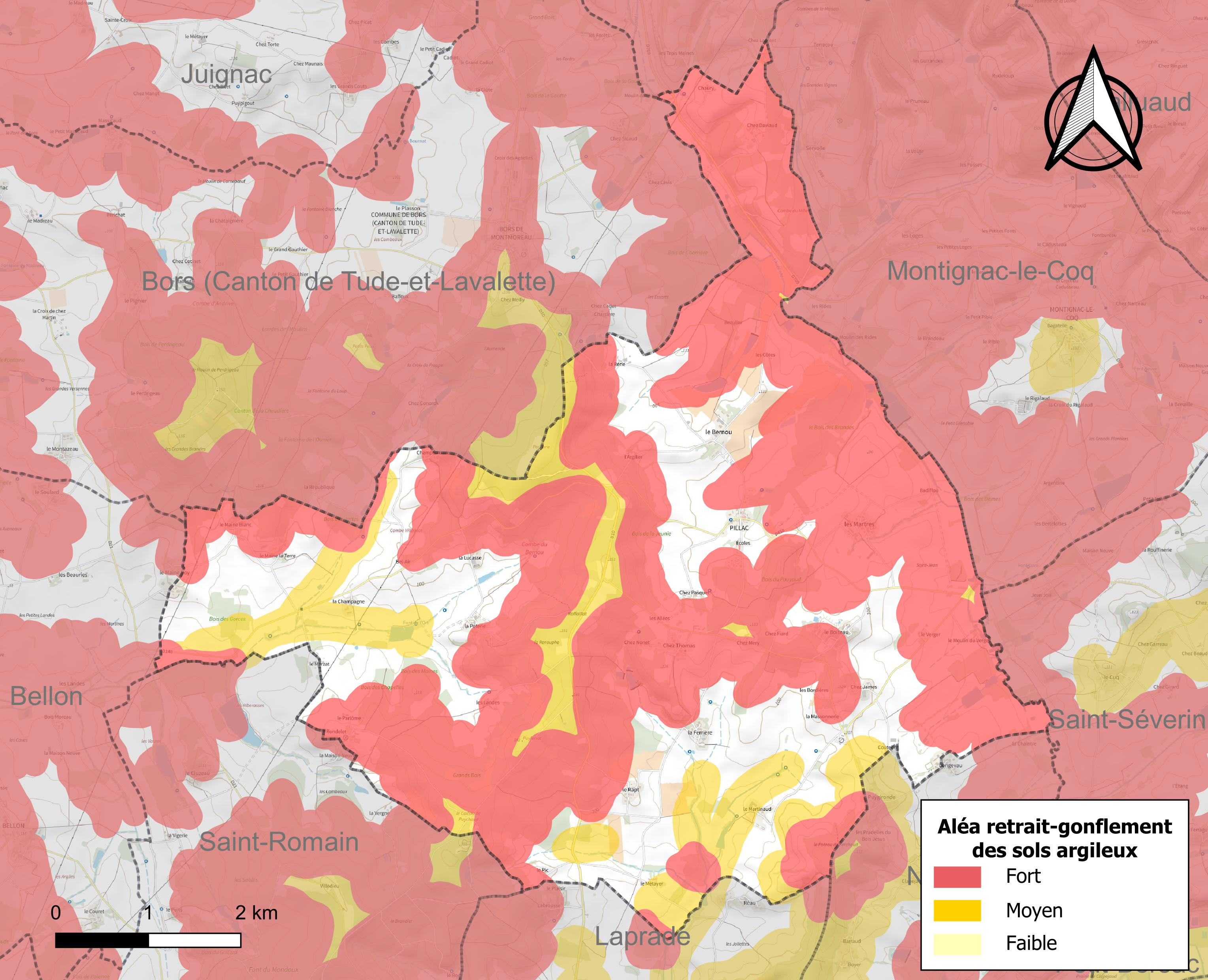
Carte des zones d'aléa retrait-gonflement des sols argileux de Pillac.

Le retrait-gonflement des sols argileux est susceptible d'engendrer des dommages importants aux bâtiments en cas d’alternance de périodes de sécheresse et de pluie. 74,6 % de la superficie communale est en aléa moyen ou fort (67,4 % au niveau départemental et 48,5 % au niveau national). Sur les 214 bâtiments dénombrés sur la commune en 2019, 121 sont en aléa moyen ou fort, soit 57 %, à comparer aux 81 % au niveau départemental et 54 % au niveau national. Une cartographie de l'exposition du territoire national au retrait gonflement des sols argileux est disponible sur le site du BRGM,.
Par ailleurs, afin de mieux appréhender le risque d’affaissement de terrain, l'inventaire national des cavités souterraines permet de localiser celles situées sur la commune.
La commune a été reconnue en état de catastrophe naturelle au titre des dommages causés par les inondations et coulées de boue survenues en 1982, 1983, 1992 et 1999. Concernant les mouvements de terrains, la commune a été reconnue en état de catastrophe naturelle au titre des dommages causés par des mouvements de terrain en 1999.

#### Risques technologiques
Le risque de transport de matières dangereuses sur la commune est lié à sa traversée par une ou des infrastructures routières ou ferroviaires importantes ou la présence d'une canalisation de transport d'hydrocarbures. Un accident se produisant sur de telles infrastructures est susceptible d’avoir des effets graves sur les biens, les personnes ou l'environnement, selon la nature du matériau transporté. Des dispositions d’urbanisme peuvent être préconisées en conséquence.

## Toponymie
Les formes anciennes sont Piliaco, Pillaco en 1110, Pilhac en 1299, Pilac, Piglac, Pilliac.
L'origine du nom de Pillac remonterait à un nom de personne romain Pilius auquel est apposé le suffixe -acum, ce qui correspondrait à Piliacum, « domaine de Pilius »,.

### Limite dialectale
La crête entre les vallées de l'Auzonne et de la Tude marque la limite entre la langue d'oïl (dialecte saintongeais) à l'ouest et le domaine occitan (dialecte limousin) à l'est, comprenant le bourg. La commune se nomme Pilhac en occitan. Elle est écrite ainsi sur la carte de Cassini (XVIIIe siècle).

## Histoire
Entre le Xe et XVIIIe siècles, Pillac était le siège d'une viguerie, alors dans le diocèse de Périgueux, qui a été rattachée avec les six autres vigueries du comté d'Angoulême, qui en comptera une vingtaine à la suite de son extension au XIe siècle.
L'église de Pillac était chef-lieu d'un archiprêtré du diocèse de Périgueux et elle comprenait 26 paroisses.
À la fin du XIXe siècle, la commune a particulièrement souffert du phylloxéra et s'était désertifiée, une grande partie de la population active travaillant les vignes.

## Politique et administration

### Liste des maires
| Période                                  | Période  | Identité                       | Étiquette | Qualité                                                                    |
| ---------------------------------------- | -------- | ------------------------------ | --------- | -------------------------------------------------------------------------- |
| Les données manquantes sont à compléter. |          |                                |           |                                                                            |
| vers 1852                                | ?        | Jean-Baptiste Ferret Lagrange  |           | Propriétaire, conseiller d'arrondissement du canton d'Aubeterre-sur-Dronne |
|                                          |          |                                |           |                                                                            |
| 1892                                     | 1904     | Jean-Baptiste Auguste Lavergne |           |                                                                            |
| 1904                                     | 1911     | Balise QArthur Marcombes       |           |                                                                            |
| 1912                                     | 1925     | Théodore Hillairet             |           |                                                                            |
| 1925                                     | 1958     | Antoine Mornac                 |           |                                                                            |
| 1958                                     | 1971     | Alphonse Galteau               |           |                                                                            |
| 1971                                     | 1983     | Maurice Galluret               |           |                                                                            |
| 1983                                     | 2001     | Marcel Audoin                  |           |                                                                            |
| 2001                                     | 2014     | Gérard Galluret                | SE        | Retraité                                                                   |
| 2014                                     | 2018     | François Monget                |           |                                                                            |
| 2018                                     | 2020     | Philippe Brunet                |           |                                                                            |
| 2020                                     | En cours | Dominique Streiff              |           | Cadre retraité des services techniques de la Comédie française             |

### Politique environnementale
Dans son palmarès 2024, le Conseil national de villes et villages fleuris de France a attribué deux fleurs à la commune.

## Démographie

### Évolution démographique
L'évolution du nombre d'habitants est connue à travers les recensements de la population effectués dans la commune depuis 1793. Pour les communes de moins de 10 000 habitants, une enquête de recensement portant sur toute la population est réalisée tous les cinq ans, les populations de référence des années intermédiaires étant quant à elles estimées par interpolation ou extrapolation. Pour la commune, le premier recensement exhaustif entrant dans le cadre du nouveau dispositif a été réalisé en 2007.

En 2022, la commune comptait 253 habitants, en évolution de −5,24 % par rapport à 2016 (Charente : −0,48 %, France hors Mayotte : +2,11 %).
| 1793  | 1800  | 1806 | 1821  | 1831  | 1841  | 1846  | 1851 | 1856 |
| ----- | ----- | ---- | ----- | ----- | ----- | ----- | ---- | ---- |
| 1 027 | 1 298 | 975  | 1 011 | 1 021 | 1 048 | 1 032 | 968  | 962  |

| 1861 | 1866 | 1872 | 1876 | 1881 | 1886 | 1891 | 1896 | 1901 |
| ---- | ---- | ---- | ---- | ---- | ---- | ---- | ---- | ---- |
| 961  | 900  | 816  | 837  | 853  | 793  | 630  | 598  | 569  |

| 1906 | 1911 | 1921 | 1926 | 1931 | 1936 | 1946 | 1954 | 1962 |
| ---- | ---- | ---- | ---- | ---- | ---- | ---- | ---- | ---- |
| 565  | 583  | 504  | 500  | 445  | 433  | 407  | 404  | 357  |

| 1968 | 1975 | 1982 | 1990 | 1999 | 2006 | 2007 | 2012 | 2017 |
| ---- | ---- | ---- | ---- | ---- | ---- | ---- | ---- | ---- |
| 356  | 307  | 267  | 260  | 269  | 258  | 256  | 264  | 266  |

| 2022 | - | - | - | - | - | - | - | - |
| ---- | - | - | - | - | - | - | - | - |
| 253  | - | - | - | - | - | - | - | - |

### Pyramide des âges
La population de la commune est relativement âgée.
En 2018, le taux de personnes d'un âge inférieur à 30 ans s'élève à 26,1 %, soit en dessous de la moyenne départementale (30,2 %). À l'inverse, le taux de personnes d'âge supérieur à 60 ans est de 38,6 % la même année, alors qu'il est de 32,3 % au niveau départemental.
En 2018, la commune comptait 142 hommes pour 127 femmes, soit un taux de 52,79 % d'hommes, largement supérieur au taux départemental (48,41 %).
Les pyramides des âges de la commune et du département s'établissent comme suit.
| Hommes | Classe d’âge | Femmes |
| ------ | ------------ | ------ |
| 1,4    | 90 ou +      | 0,8    |
| 11,4   | 75-89 ans    | 16,6   |
| 23,5   | 60-74 ans    | 23,7   |
| 25,7   | 45-59 ans    | 21,4   |
| 10,8   | 30-44 ans    | 12,8   |
| 9,3    | 15-29 ans    | 10,4   |
| 18,0   | 0-14 ans     | 14,4   |

| Hommes | Classe d’âge | Femmes |
| ------ | ------------ | ------ |
| 1      | 90 ou +      | 2,7    |
| 9,2    | 75-89 ans    | 12     |
| 20,6   | 60-74 ans    | 21,3   |
| 20,7   | 45-59 ans    | 20,3   |
| 16,8   | 30-44 ans    | 16     |
| 15,6   | 15-29 ans    | 13,4   |
| 16,1   | 0-14 ans     | 14,3   |

## Économie

### Agriculture
La commune fait partie de l'aire d'origine contrôlée du Cognac « Bons Bois » et de l'AOC/AOP Noix du Périgord.

## Équipements, services et vie locale

### Enseignement
L'école est un RPI entre Pillac et Saint-Séverin. Pillac accueille l'école élémentaire, avec une classe unique, et Saint-Séverin l'école primaire. Le secteur du collège est Montmoreau-Saint-Cybard.

### Sports
La commune accueille le golf d'Aubeterre, à Longeveau.

## Lieux et monuments

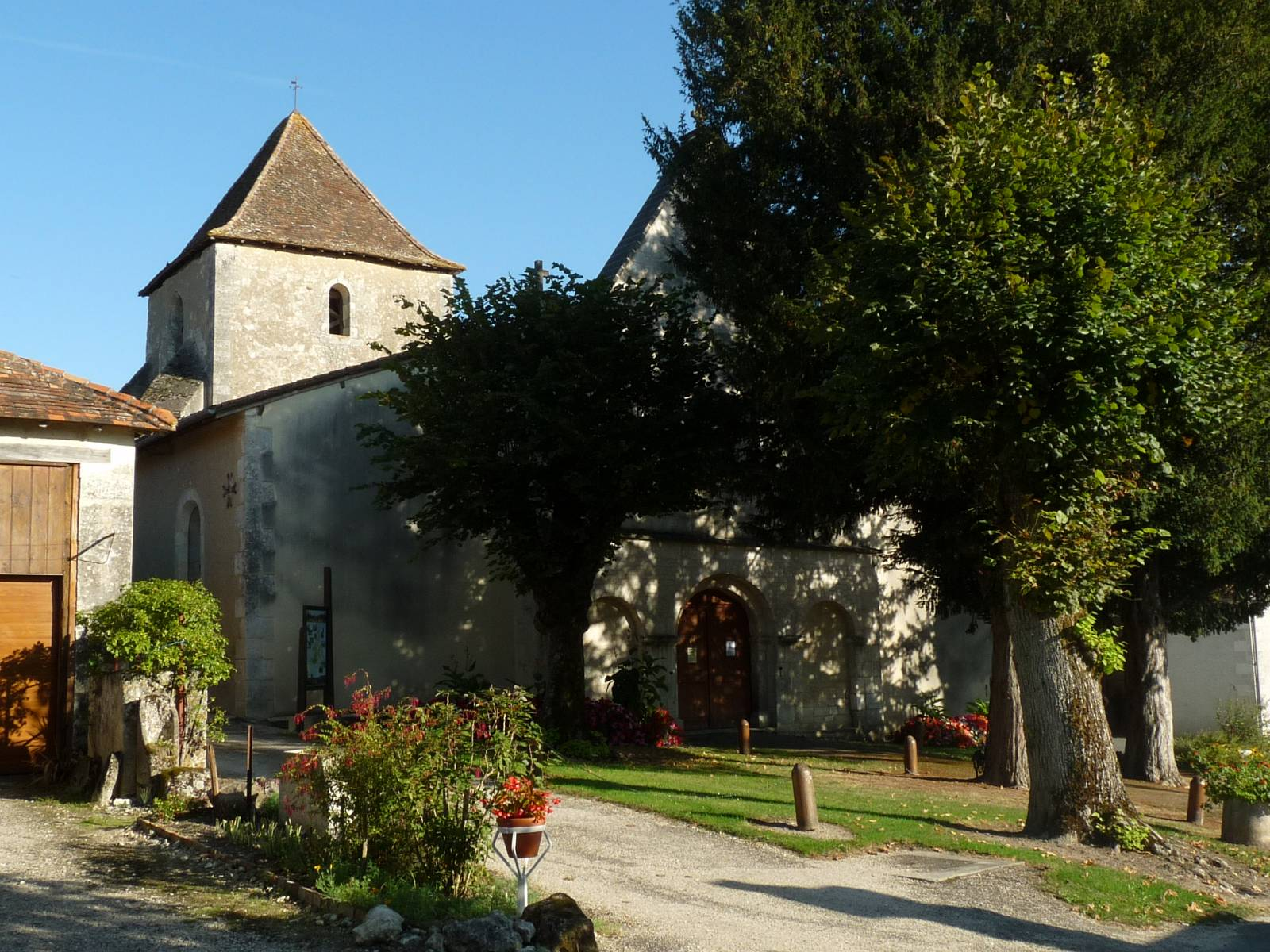
L'église de Pillac.

- L'église paroissiale Saint-Aignan date du XIIe siècle, et a été remaniée au XVIIe siècle.
- La fontaine Saint-Aignan traitait la teigne.
- La tuilerie de l'Argilier date du XIXe siècle et était toujours en activité en 1989. Les fours sont chauffés au bois[44].

## Personnalités liées à la commune
La commune de Pillac a fait la Une de la presse en 1963. Un ermite, né le 6 septembre 1900 et décédé « vers le 5 août 1965 » précise son acte de décès a été retrouvé dans les bois une dizaine de jours après sa mort. Cet homme a vécu seul dans le dépouillement le plus total, dans les bois de la commune pendant une quarantaine d'années, habitant des cabanes de bois qu'il fabriquait lui-même. Les anciens du village se souviennent de ce personnage surnommé « le barbu » ; il n'était pas méchant mais effrayait un peu les enfants quand ils l'apercevaient avec sa barbe et ses cheveux très longs.

## Héraldique
| Blason à dessiner | Blason  | Écartelé: au 1er losangé d'or et de gueules, au 2e d'argent à l'orme de sinople, au 3e d'argent à trois épis de blé, tigés, feuillés et empoignés d'or, au 4e d'azur à la coquille stylisée de Saint-Jacques-de-Compostelle tournée d'or; sur le tout, d'argent à trois pals ondés d'azur à dextre et au lion de gueules à senestre. |
| Blason à dessiner | Détails | * Il y a là non-respect de la règle de contrariété des couleurs : ces armes sont fautives (or sur argent). Adopté le 10 décembre 2021. |